# Camera Work
Camera Work fou una revista trimestral editada i publicada per Alfred Stieglitz des de 1903 a 1917 als Estats Units. Va ser la revista oficial del grup de la Photo-Secession i recollia les últimes tendències artístiques de l'època, especialment referent a Fotografia, així com reflexions estètiques i tècniques i contestacions a les crítiques rebudes.
En ella van escriure multitud dels artistes pictorialistes i avantguardistes del moment explicant i defensant la novetat conceptual emergent a principis del segle xx.
En els seus últims números, el 1917 va publicar alguns treballs, entre els quals es destaca Paul Strand, precursor dels moviments de fotografia pura de la dècada del 1930. La inclusió de Strand representava la ruptura amb els temes i procediments del Pictorialisme, especialment la manipulació del positiu i el reconeixement del valor estètic dels objectes quotidians.

## Antecedents
A començaments del segle XX Alfred Stieglitz era la figura més important a la fotografia nord-americana. Havia estat treballant durant molts anys per millorar la situació de la fotografia com un art, escrivint nombrosos articles, va organitzar nombroses exposicions on va exhibir el seu propi treball i, sobretot, va tractar d'influir en la direcció artística de la important Camera Club de Nova York. Va assumir el càrrec de vicepresident d'aquesta organització i va tenir la missió d'ampliar l'antic butlletí del club i convertir-lo en una revista amb ell com a editor entre 1897 i 1902. Segons el mateix Stieglitz: 
| « | Com a condició prèvia a la realització d'aquest treball, es va estipular que l'editor [Stieglitz], tindria el control absolut i sense obstacles en tots els assumptes amb la realització de la proposta de publicacions, Camera Notes, mentre es va publicar, va ser una institució independent. | » |

Segons Pam Roberts: 

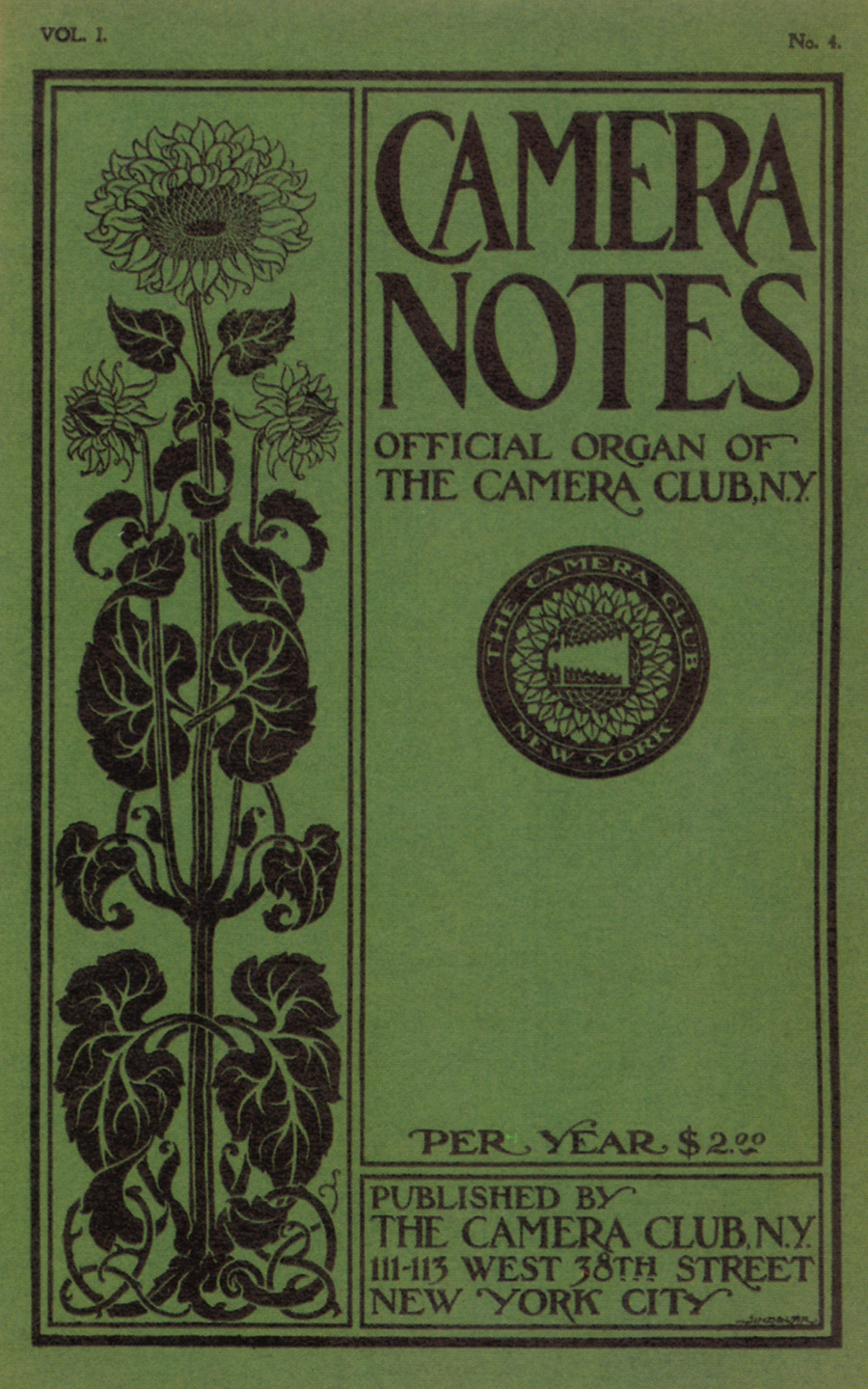
Portada de Camera Notes d'abril de 1898.

| «                     | Camera Notes […] es convertiria en finestra del Club cap al món i el registre de les seves actuacions, així com reflex de la nova energia i confiança a la fotografia americana. En els següents 5 anys, el Camera Club només va pagar u$1850 dels costos de la tirada de Camera Notes. Aquesta quantitat ni tan sols cobria el cost de les còpies de Camera Notes perquè el Club la distribuís entre els seus membres subscriptors i va ser només una dècima part dels seus costs (u$ 18.000) pagats per la publicitat o de la pròpia butxaca de Stieglitz. Tanmateix, sota l'editorial de Stieglitz, des de 1897 a 1902 es va convertir en la publicació fotogràfica més influent en el país, atraient lectors més enllà dels límits del Camera Club. Va reimprimir articles, assaigs crítics i ressenyes d'exposicions i publicacions europees i d'artistes natius que van ser comissionats, així com crítiques fotogràfiques i articles provocatius i controversistes. […] l'èxit de Camera Notes va ser l'esplèndida qualitat de les seves reproduccions, fotogravats produïts sota exactes especificacions de Stieglitz. […] va anar, artísticament, de millora en millora, i presentava l'obra del grup de fotògrafs pictorialistas escollits per Stieglitz com George Seely, Gertrude Kasebier, Edward Steichen i Clarence White, tots els quals van ser després membres del Photo-Secession, van exhibir a la «Galeria 291» i van tenir reproduïda la seva obra a Camera Work | » |
| — Pam Roberts (1997). | |   |

Els seus esforços per promoure la fotografia com a forma d'art van ser rebutjats amb regularitat, pels membres més conservadors del Club, que pensaven que la fotografia era res més que un procés de tècnica. En lloc de seguir la lluita contra aquests desafiaments, va renunciar com a editor de Camera Notes.
Els seus amics i companys fotògrafs, dirigits per Joseph Keiley, el van animar a portar a terme el seu somni i publicar una nova revista, que seria independent de qualsevol influència conservadora. No li va prendre molt de temps per organitzar un nou pla. L'agost de 1902, va imprimir un fullet de dues pàgines: «en resposta a la insistència de molts treballadors seriosos en camps fotogràfics que hauria d'emprendre la publicació d'una revista independent dedicada a la promoció de la fotografia moderna.» Va dir que aviat editaria una nova revista que seria «la millor i més luxosa de les publicacions fotogràfiques» i que seria editada completament per ell mateix, «amb lleialtat únicament als interessos de la fotografia». Per emfasitzar el fet que es tractava d'una revista independent a totes les portades es va poder llegir:«Camera Work: A Photographic Quarterly, Edited and Published by Alfred Stieglitz, New York»

## Disseny i producció

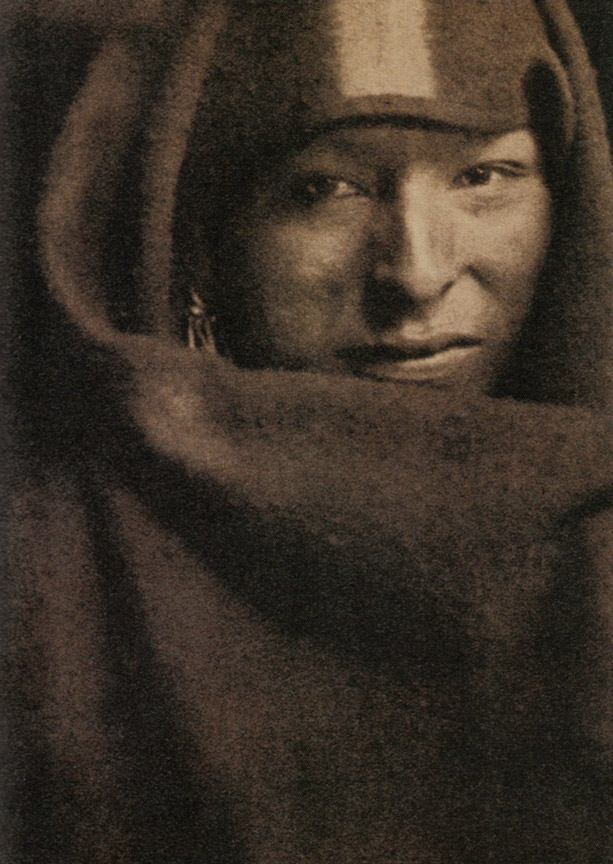
The Red Man, de Gertrude Käsebier. Publicat a Camera Work Num. 1, 1903.

Stieglitz es va proposar des del principi que Camera Work seria la millor publicació del seu temps. Va acordar amb Edward Steichen el disseny de la portada, un simple fons de color gris verdós, amb el títol de la revista, el reconeixement del control editorial de Stieglitz i el número i data en un estil tipogràfic Art Nouveau, creat de forma especial per Steichen per a la revista. També els anuncis a la part posterior de cada tema van ser dissenyats sovint pel mateix Stieglitz. Eastman Kodak va publicitar a quasi tots els temes i davant la insistència de Stieglitz es va utilitzar el mateix tipus de lletra que Steichen havia dissenyat per a la portada.
Els rotogravats van ser produïts sempre que va ser possible a partir de negatius originals dels fotògrafs, o de vegades, de les còpies originals. Si el gravat en relleu provenia d'un negatiu aquest fet s'assenyala al text que l'ho acompanya, i aquests gravats van ser aleshores considerat com a originals.
Stieglitz, sempre perfeccionista, repassava personalment cada un dels fotogravats en tots els temes per retocar les taques de pols o esgarrapades quan era necessari. Aquest treball llarg i esgotador va assegurar els millors nivells a totes les còpies. La qualitat visual dels gravats era tan alt que quan un conjunt d'impressions no va poder arribar a una exposició de Photo-Secession, a Brussel·les, una selecció de gravats de la revista va ser penjat en el seu lloc. La majoria dels espectadors assumien que estaven mirant les fotografies originals.
Abans que la primera edició de la revista fos impresa, Stieglitz ja havia rebut 68 subscripcions. Amb el seu típic caràcter extravagant i mancat de compromís, Stieglitz va insistir que solament s'imprimirien 1000 còpies en cada edició sense importar el nombre de subscripcions. Per qüestions financeres es va reduir el nombre a 500 còpies i al final a dues edicions anuals. El preu de la subscripció anual al començament va ser de 4 dòlars i 2 dòlars per cada edició o número.

## Història

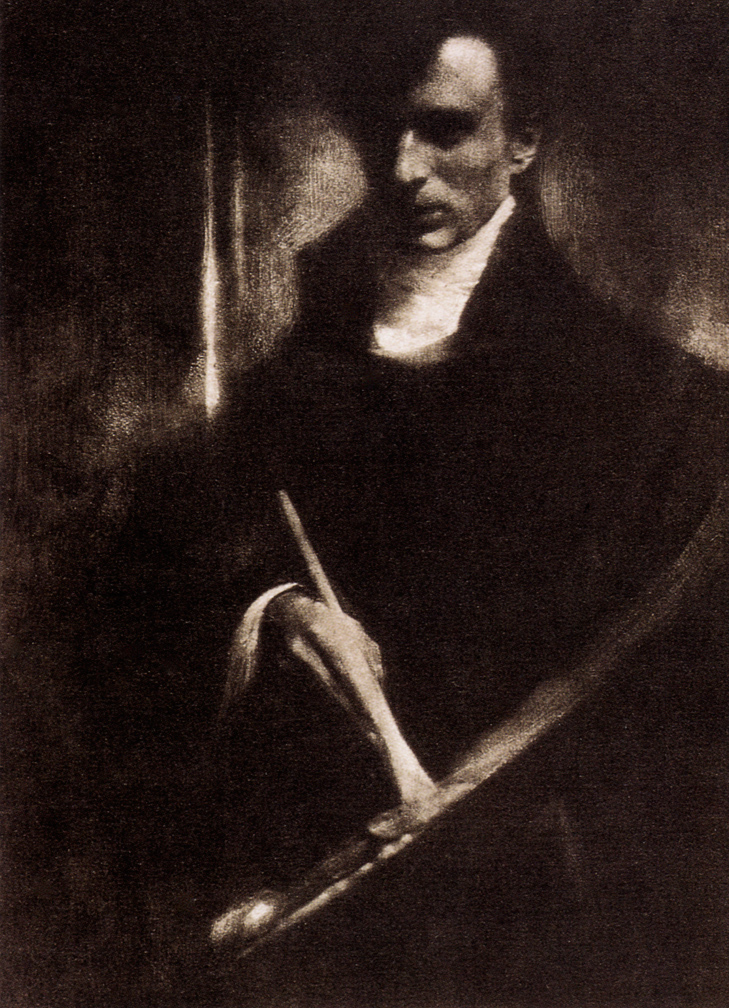
"Self-portrait", per Edward Steichen. Publicat a Camera Work num. 2, 1903,

### Primers anys (1903-1906)
El primer número de Camera Work té data de gener de 1903, però va ser realitzada de fet el 15 de desembre de 1902. En ella Stieglitz exposa la missió de la nova revista: 
| « | La fotografia és en la seva majorn part un procés en un sol color, en subtils gradacions de to i del qual el valor de la seva bellesa artística depèn amb freqüència. Per tant, és necessari que les reproduccions de les obres fotogràfiques es facin amb una cura excepcional i l'esperit de l'original deu conservar-se, encara que de vegades les reproduccions no fan justícia a les subtileses d'algunes fotografies. La mencionada supervisió es farà a les il·lustracions que apareixen a cada número de Camara Work. Solament els exemples de les obres que evidencien la individualitat i valor artístic, independentment de l'escola, o continguin alguna característica excepcional a la perfecció tècnica, com un tractament digne de consideració, es troben en aquestes pàgines. Tanmateix el Pictorialisme serà la característica dominant de la revista. | » |

A la seva primera editorial Stieglitz va expressar el seu agraïment a un grup de fotògrafs amb els quals estava en deute. Ell els enumera en un ordre específic: Robert Demachy, Will Cadby, Edward Steichen, Gertrude Käsebier, Frank Eugene, J. Craig Annan, Clarence Hudson White, William Dyer, Eva Watson, Frances Benjamin Johnston, i R. Child Baley. Durant els següents catorze anys va mostrar una tendència decidida per publicar moltes de les seves fotografies, mentre que d'altres fotògrafs de talent gairebé no van rebre ni una note.

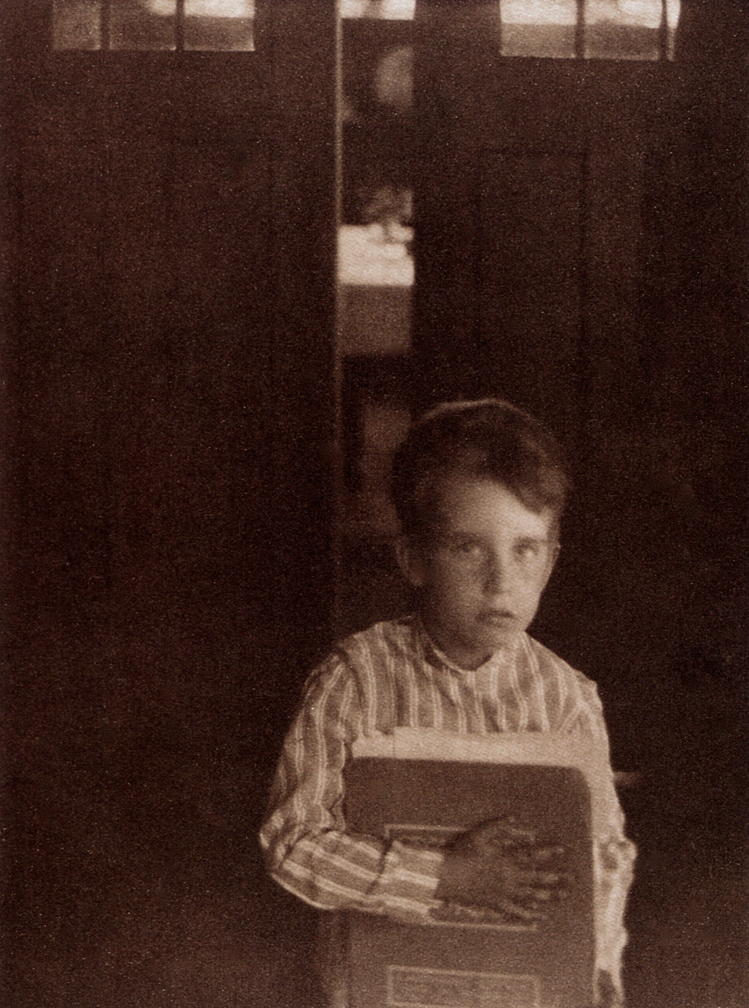
"Boy with Camera Work", per Clarence Hudson White. Publicat a Camera Work Num. 9, 1905.

Durant aquest primer període Stieglitz va utilitzar Camera Work per ampliar la mateixa visió i estètica que havia promogut en l'anterior revista Camera Notes. També va utilitzar els serveis dels tres editors ajudants que van treballar amb ell en Camara Notes: Dallett Fuguet, Joseph Keiley i John Francis Strauss. A través dels anys, Fuguet i Keiley van contribuir àmpliament en la revista mitjançant els seus propis articles i fotografies. El paper de Strauss sembla que va ser menor. Ni Stieglitz ni els seus editors associats rebien un salari pel seu treball, ni per les seves fotografies publicades.
Un dels propòsits de la nova revista era servir com a vehicle per a Photo-Secession, un grup només format per invitació, que Stieglitz va fundar el 1902 per promoure la fotografia com a obra d'art. Gran part de l'obra que es va publicar en Camera Work provenia de les exposicions que va realitzar Photo-Secession, i aviat van circular rumors que la revista estava destinada exclusivament als que participen en la Photo-Secession. El 1904 Stieglitz va intentar contrarestar aquesta idea mitjançant la publicació d'un anunci de pàgina completa a la revista, per tal de corregir la «impressió errònia… que solament uns pocs afavorits són admesos en la nostra llista de subscripció.» Irònicament va passar a dir: «…encara que la revista és el portaveu de la Photo-Secession, aquest fet, no podrà obstaculitzar la independència en el més mínim.»
Amb aquest anunci a la revista, Stieglitz va continuar promovent descaradament la Photo-Secession en les seves pàgines. El 1905, va escriure: «El pas més important a la història de la Photo-Secession» va ser feta amb la inauguració de la seva galeria de fotografia d'aquest any. «Sense el toc de les trompetes, sense els estereotips de premsa amb vistes o funcions similars antiquats, els secessionistes i alguns amics de manera informal han obert les petites galeries de la Photo-Secession al número 291 de la Fifth Avenue, Nova York».

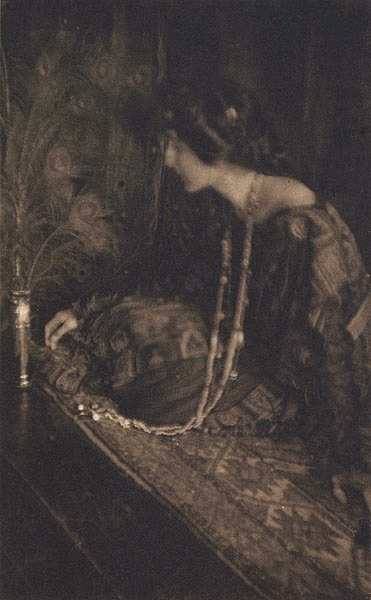
Lenore, per Joseph Keiley. Publicat a Camera Work Num. 17, 1907.

### Ampliació amb altres temes (1907-1909)
Mitjançant la seva publicació, és impossible separar el seu treball a Camera Work de la resta de la vida de Stieglitz. Va viure per promoure la fotografia com a forma d'art i canviar les normes de com definir l'art. A mesura que els seus propis èxits augmentaven, pel reconeixement de les seves pròpies fotografies o pel mig dels seus esforços per organitzar exposicions internacionals de fotografia, el contingut de Camera Work va reflectir aquests canvis. Els articles van començar a aparèixer amb títols com El simbolisme i l'al·legoria (Charles Caffin, Num. 18, 1907) o El crític com a artista (Oscar Wilde, Num. 27, 1909), i l'enfocament de Camera Work van convertir el contingut principalment d'Amèrica, a un de projecció més internacional.
Stieglitz va continuar també entrellaçant les exposicions de les seves galeries amb les pàgines de la seva revista. Els amics més propers de Stieglitz ((Steichen, Demachy, White, Käsebier i Keiley) van estar representats a totes dues, mentre que molts altres se'ls va concedir una oportunitat però no l'altra. Cada vegada amb més freqüència se li va donar a un sol fotògraf la preponderància de la cobertura en un tema, i Stieglitz es va basar cada vegada més en el seu petit cercle de seguidors. Això va portar a augmentar les tensions entre Stieglitz i alguns dels seus col·legues originals, i quan va començar a introduir pintures, dibuixos i d'altres formes d'art a la seva galeria, molts fotògrafs ho van prendre com el punt de ruptura de la seva relació amb Stieglitz. Mentre això succeïa, el 1909, va tenir notícia sobre un altre senyal que els temps cada vegada eren més difícils. De Londres, l'associació fotogràfica The Linked Ring, que durant més d'una dècada l'havia tinguda com a model per a la Photo-Secession, finalment s'havia dissolt. Stieglitz sabia que això marcava la fi d'una era, però en lloc de ser un retrocés, amb aquests canvis, va començar a fer plans per integrar encara més, la revista Camera Work, al món de l'art modern.

### Més enllà de la fotografia (1910-1914)

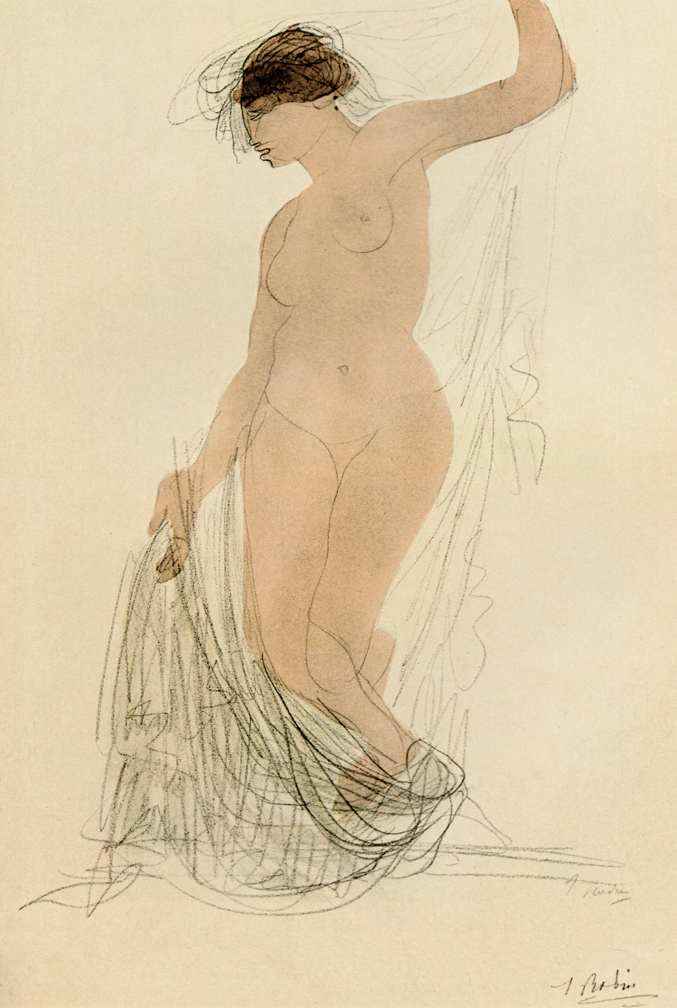
Dibuix Nude d'Auguste Rodin. Publicat a Camera Work num. 34/35, 1911.

El gener de 1910, Stieglitz va abandonar la seva política de només reproduir imatges fotogràfiques, i al número 29 de la revista, va incloure quatre caricatures de l'artista mexicà Marius de Zayas. A partir d'aquesta data el treball de Camera Work va presentar les reproduccions i articles sobre pintura moderna, dibuix i estètica, i va marcar un canvi significatiu en el paper i la naturalesa de la revista. Aquest canvi es va produir per una transformació similar a Nova York de la galeria de Stieglitz, que havia estat coneguda com les Little Galleries of the Photo-Secession (Petites galeries galerías de la Photo-Secession) fins a 1908. Aquest any es va canviar el nom de la galeria a «291», i va començar a mostrar obres d'artistes moderns com Auguste Rodin i Henri Matisse, juntament amb els fotògrafs. Les respostes positives que va rebre a la galeria va animar a ampliar l'abast del treball a la revista, encara que va decidir no fer cap canvi en el seu nom.
Aquest mateix any una gran exposició retrospectiva de la Photo-Secession es va celebrar al Buffalo AKG Art Museum a Buffalo, Nova York. Més de quinze mil persones van visitar l'exposició en quatre setmanes, i al final la galeria va comprar dotze gravats i van reservar una habitació per a exposició permanent de fotografia. Aquesta va ser la primera vegada que un museu als Estats Units va reconèixer que la fotografia era de fet una forma d'art, i, en molts sentits, va marcar el principi de la fi per a la Photo-Secession.
Després de l'èxit de Buffalo, Stieglitz en va començar mostrant més i més art a Camera Work. El 1911 un número doble, es va dedicar a les reproduccions de dibuixos i anàlisi de l'obra de Rodin, Cézanne i Picasso. Encara que aquest va ser un pas molt audaç per promoure l'art modern, no va ser del grat dels fotògrafs que encara eren la major part de la llista de subscriptors. La meitat dels abonats, immediatament van cancel·lar les seves subscripcions.
Pel 1912 el nombre d'abonats s'havia reduït a 304. L'abandonament de la fotografia a una barreja amb un altre art, li havia costat molts subscriptors, tanmateix, es va negar obstinadament a canviar la seva línia editorial. En un intent d'inflar el valor al mercat i amb això atreure més subscriptors, Stieglitz va començar a destruir les còpies no venudes. El preu dels números endarrerits viat va augmentar considerablement, però el nombre de subscripcions de pagament va continuar disminuint.

### Últims anys (1915-1917)

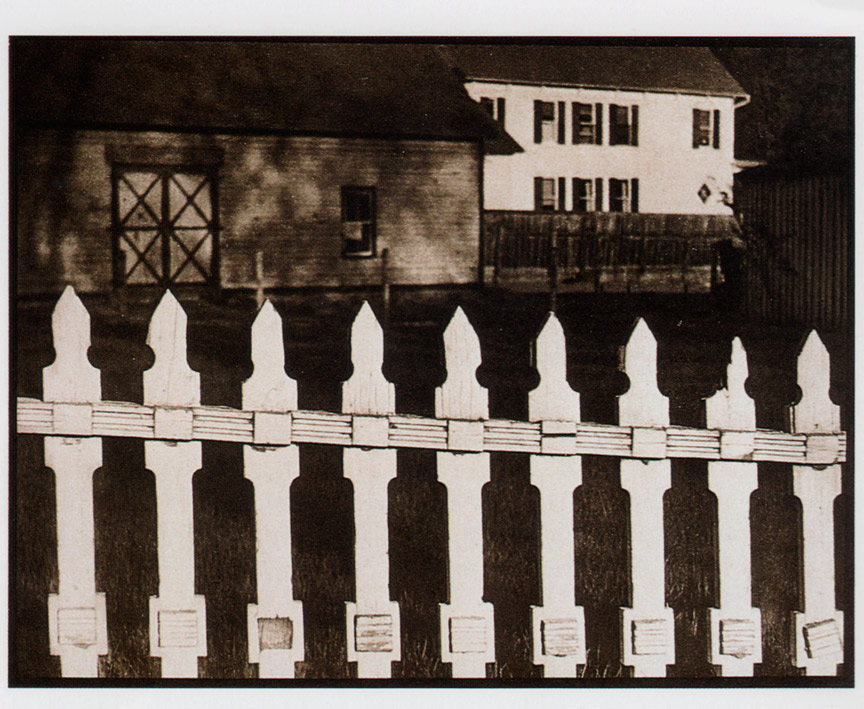
The White Fence per Paul Strand a Camera Work num. 49/50, 1917

L'any 1915 els canvis culturals i els efectes econòmics de la guerra, finalment va afectar Camera Work. El nombre de subscriptors en aquests anys es va reduir a solament trenta-set, i els costs i fins i tot la disponibilitat de paper en què es feia la impressió es va convertir en un repte. Juntament amb la disminució de l'interès del públic en la fotografia pictòrica, aquests problemes van ser massa per poder suportar per Stieglitz. A l'edició del número 47 de gener de 1915, es va dedicar la major part al que Steichen va reconèixer com un «projecte d'auto-adulació». Tres anys abans Stieglitz havia demanat a molts dels seus amics que contessin, el que la seva galeria "291" tenia de significat per a ells. Va rebre seixanta-vuit respostes i en va imprimir totes elles, que tenia sense editar, –incloent l'esmentada opinió de Steichen–, al número 47. Com un altre signe dels nous temps, solament quatre dels comentaris provenien de fotògrafs, la resta eren de pintors, il·lustradors i crítics d'art. Va ser l'únic tema que no va incloure il·lustracions de cap tipus.
El número 48 no va aparèixer fins a octubre de 1916, setze mesos més tard. En l'endemig es va produir dos importants esdeveniments. Davant la insistència del seu amic Paul Haviland, Stieglitz havia començat una altra revista, la 291, que tenia per objecte cridar l'atenció de la seva galeria del mateix nom. Aquest esforç va ocupar gran part del temps i interès des de l'estiu de 1915 de fins a l'últim número que es va publicar a començaments de 1916. Per altra part, a l'abril de 1916, Stieglitz finalment va conèixer a Geòrgia O'Keeffe, encara que aquesta havia anat a veure exposicions a la galeria "291" des de 1908. Els dos immediatament es van sentir atrets l'un per a l'altre, i Stieglitz va començar a dedicar més temps a la seva relació. Al número 48 de Camera Work, Stieglitz va presentar el treball d'un jove fotògraf, Paul Strand, la visió fotogràfica del qual era indicatiu dels canvis estètics. Strand rebutjava l'enfocament suau i el contingut simbòlic del pictorialisme i en lloc seu es va esforçar per crear una nova visió que trobava la bellesa a les línies clares i formes dels objectes comuns. Per a Stieglitz, la publicació del treball de Strand, va suposar accelerar la fi de la visió estètica que havia defensat durant tant de temps.
Nou mesos més tard, al juny de 1917, va aparèixer el que seria l'últim número de Camera Work. Es va dedicar gairebé exclusivament a fotografies de Strand. Fins i tot després de les dificultats de la publicació als dos últims números, Stieglitz no va indicar que estava disposat a donar-se per vençut, sinó que va anunciar que a la pròxima edició es presentaria el treball de Georgia O'Keefe. Poc després de la publicació d'aquest últim número, tanmateix, Stieglitz es va adonar que ja no podia donar-se el luxe de publicar Camera Work ni seguir amb la galeria "291", a causa dels efectes de la guerra i als canvis en l'escena artística de Nova York. Va acabar amb ambdues sense avís formal.
Quan va tancar Stieglitz la galeria "291", tenia centenars d'exemplars de la revista 291 no venuts en la seva galeria i diversos milers d'exemplars de Camera Work. Va vendre la major part a un drapaire i va regalar o va destruir la resta. Quasi tots els exemplars que queden avui dia provenen de les col·leccions originals dels subscriptors.

## Galeria

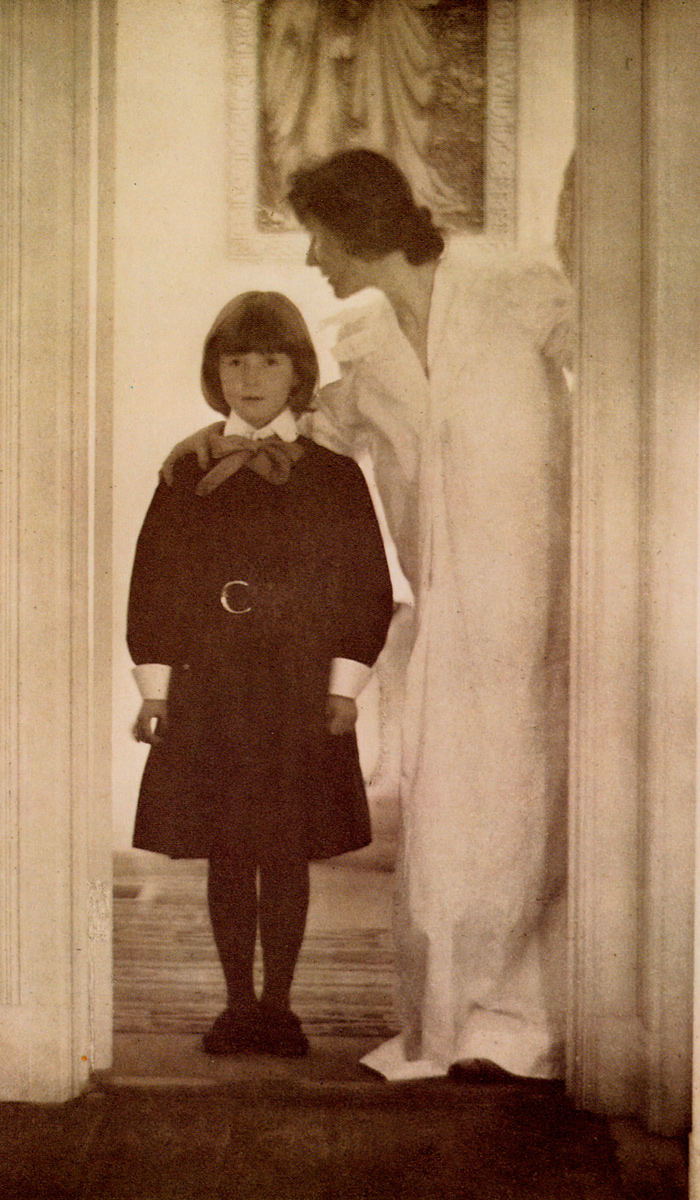
Gertrude Käsebier, Blessed Art Thou among Women, 1903
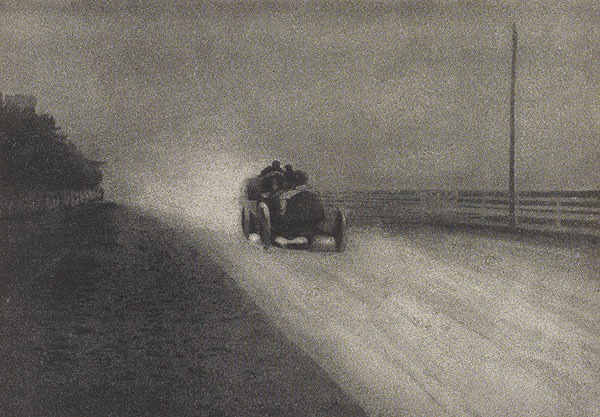
Robert Demachy, Speed, 1904
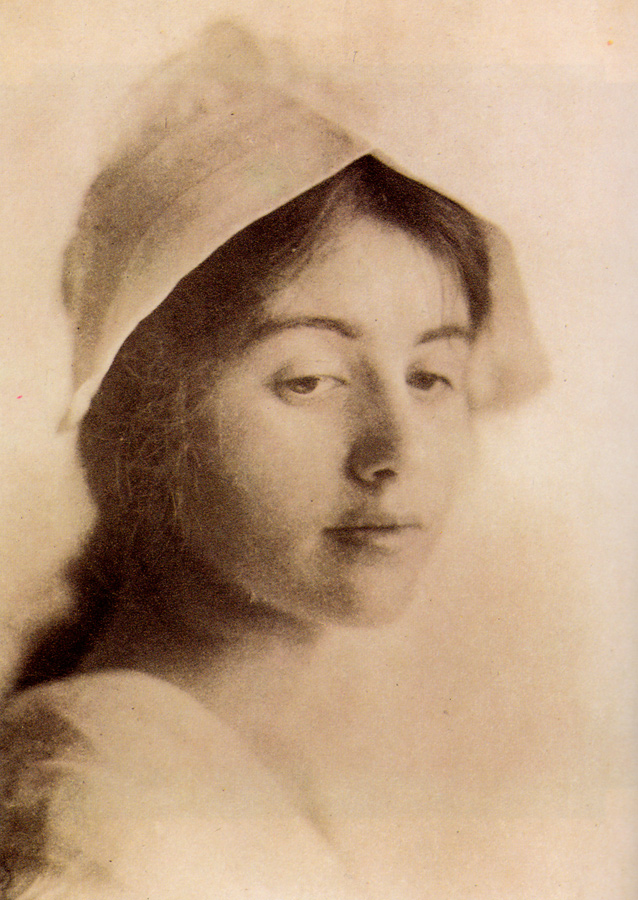
Eva Watson-Schütze, Study Head, 1905
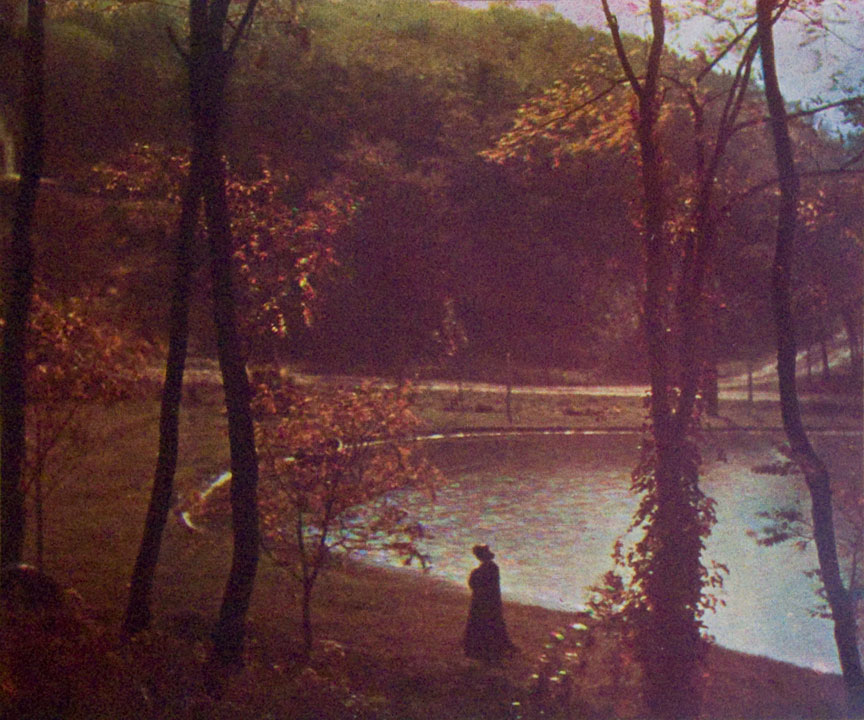
Edward Steichen, Experiment in Three-Color Photography, 1906
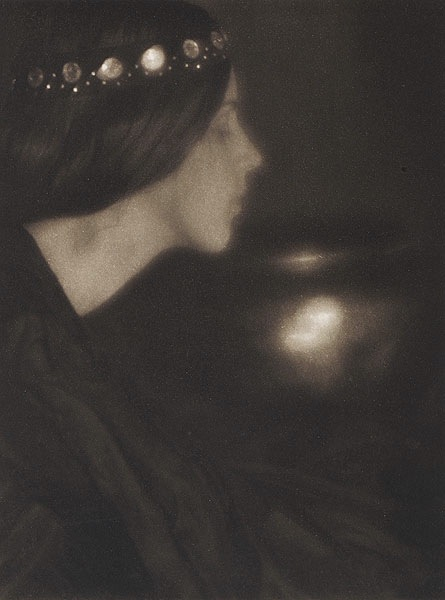
George Seeley, Black Bowl, 1907
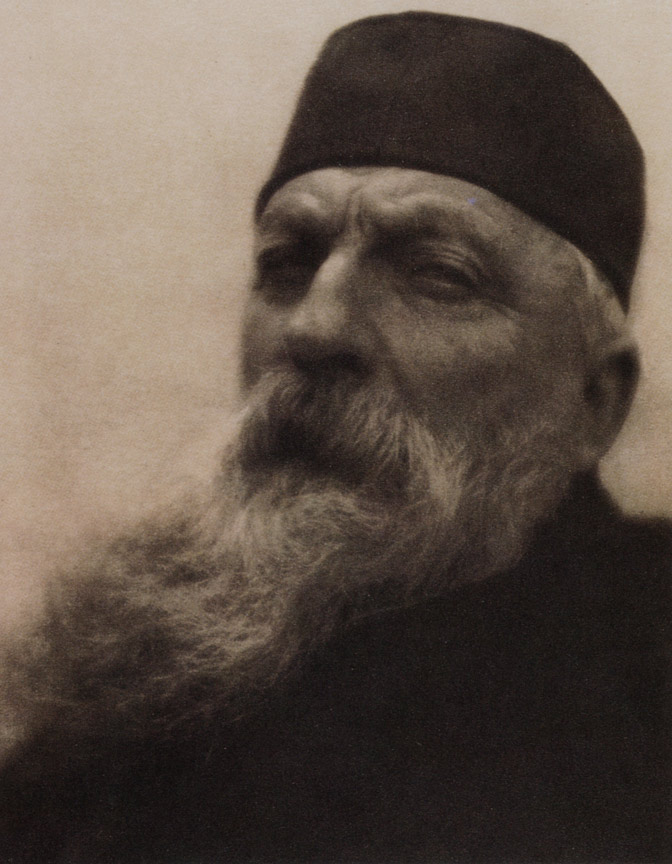
Alvin Langdon Coburn, Auguste Rodin, 1908
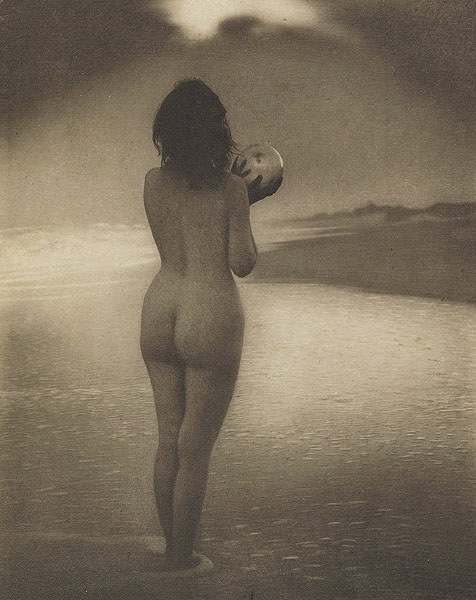
Alice Boughton, Dawn, 1909.
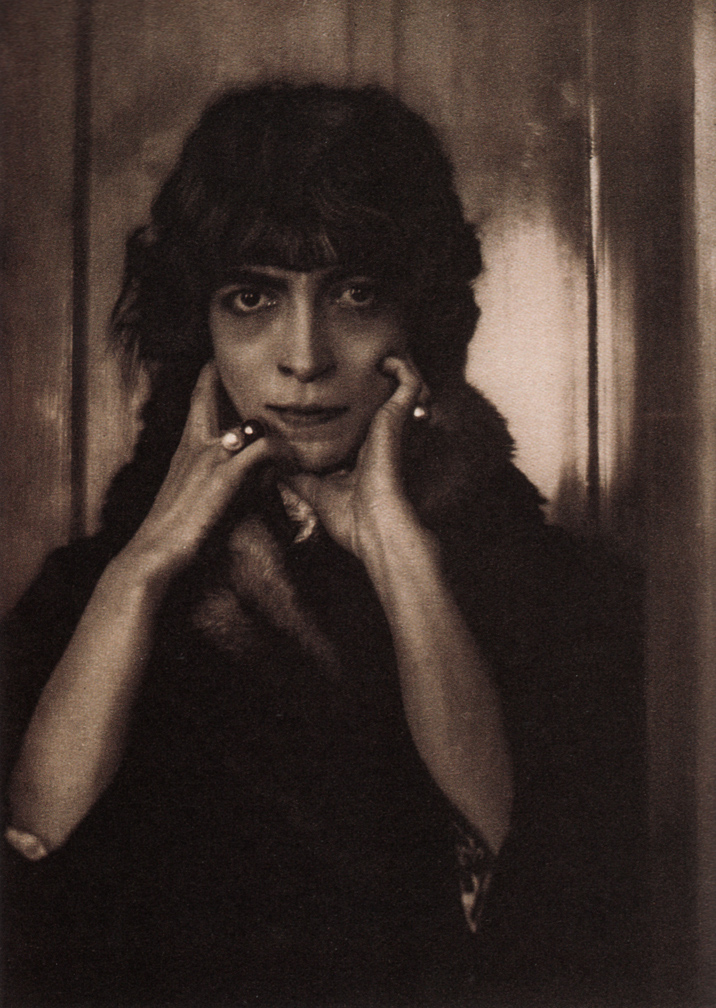
Adolf de Meyer, Marchesa Casati, 1912
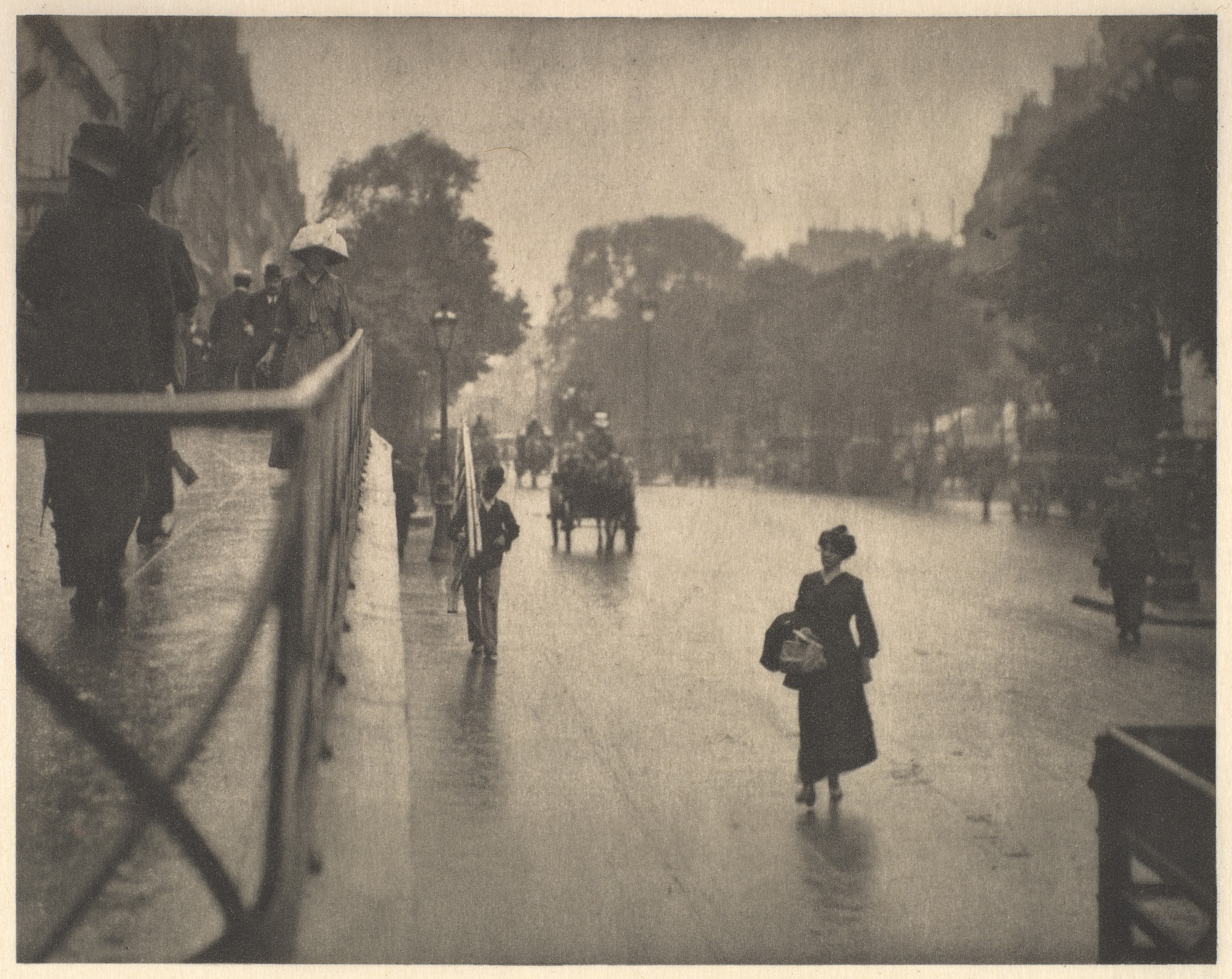
Alfred Stieglitz, A Snapshot: Paris, 1913
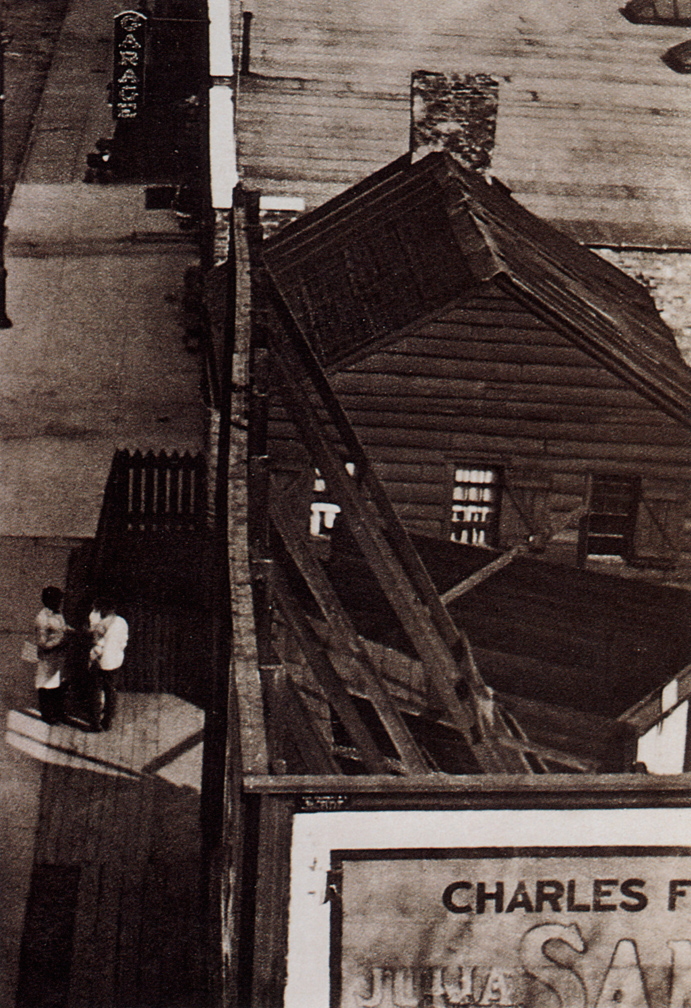
Paul Strand, New York, 1917